# 高槻真裕
高槻真裕（たかつき まさひろ・1960年12月26日 - ）、作詞家、作曲家、編曲家、演奏家、音楽プロデューサー。社団法人日本音楽著作権協会会員。 大分県佐伯市出身。Black Tie Circuit Inc. 代表。Moon Cycle Records 代表。

## 経歴
学生時代よりアントニン・ドヴォルザーク、モデスト・ムソルグスキー、エクトル・ベルリオーズ等のクラシック音楽に傾倒。ゲオルク・ショルティに憧れ指揮者を目指す傍ら、精力的にロックバンド活動を展開。
1986年に発表した自主制作アルバム『女と男のアンソロジー』がきっかけとなり、翌年上京。初めて作品を提供した男闘呼組の1stスタジオ・アルバム『男闘呼組』が1988年日本レコード大賞優秀アルバム賞を受賞。国内最大手の音楽出版社である株式会社日音初の専属作家契約を経てフリーランスとなる。
歌手への作品提供はじめ、劇伴、CM作品等の作曲・編曲・オーケストレーション、演奏、サウンド・プロデュース、専門誌への執筆活動に至るまで幅広く活動。管楽器、鍵盤楽器、打楽器、ギター、ベース、ドラムス、シンセサイザー等の演奏、マニピュレーター、打ち込み、レコーディング・エンジニアからグラフィックデザインまでこなすマルチプレイヤー。
長年培った経験をプロを目指すミュージシャンに継承する「インスパイア・プロジェクト」を立ち上げ、新人発掘も精力的に行っている。また、中国文学にも造詣が深い。

## 主な作品

### 作品提供
- 石井明美「Shake Up 〜抱きしめて」
- Wink「あなたに秘密な夜」
- 男闘呼組「ルート17」「不良」
- 小野正利「Believe」「漂流者」「Can't Get The Truth」
- 葛城ユキ「千年彷徨人」
- 川越美和「ココロの鍵」「今、感じて」
- 髙橋真梨子「TENDERLY」「パハロ・デル・ソル〜太陽の鳥」
- 田中美奈子「A・BU・NA・I」
- 幕末塾「時代を殴るには自分の素手がいい」
- ビビアン・チョウ（周彗敏）「Shut Up」
- 布施博「ほろほろと」「天国より遠い場所」
- 的場浩司「しょっぱい恋の唄」「シャコタンの唄」
- 水谷優子「憂鬱ボーイフレンド」
- 森川由加里「あなたらしく」
- 山田邦子&高嶋政伸「どうするの赤坂」

他多数

### CM作品
- 資生堂
- 日本信販
- NEC
- 積水ハウス
- 八芳園
- タカラ
- センチュリー21

他多数

### 劇伴・劇中歌・主題歌等　作品
- NHK「植物ふしぎ旅」「にっぽん植物記」「北唄」「ゆきまろげ」
- 日本テレビ「ぶらり途中下車の旅」
- TBS「びんた」、愛の劇場「料理恋物語」
- フジテレビ「ジルドララヴ」、「空想科学世界ガリバーボーイ」
- テレビ東京「ようこそようこ」
- 東映「新極道の妻たち」

他多数